# William Robert Prince
William Robert Prince (nacido el 6 de noviembre de 1795 en Flushing, Long Island – fallecido el 28 de marzo de 1869 en Flushing) fue un horticultor pionero de Estados Unidos.

## Biografía
Era hijo del horticultor William Prince y Mary Stratton. Fue educado en "Jamaica Academy", Long Island, y en Boucherville, Canadá. Importó la primera oveja merina a los Estados Unidos en 1816, continuó el vivero de su padre “Linnaean nurseries”, y fue el primero en introducir el cultivo de la seda y el Morus multicaulis para el gusano de seda en 1837, pero perdió una gran fortuna por esta empresa, debido al cambio en el arancel, que destruyó esta industria durante varios años.
Los problemas del negocio le obligaron a hipotecar los viveros de Linneo, y durante un tiempo el control de los mismos pasó a manos de Gabriel Winter, su cuñado. Hubo una disputa impresa con el nuevo propietario a la que la familia atribuyó la muerte de su padre. Prince finalmente recuperó el control de los viveros. En 1849 fue a California, fue fundador de Sacramento, y en 1851 viajó por México. Introdujo los cultivos  de mimbres y sorgo en 1854/5, y el ñame chino en 1854.
Antes de guerra civil estadounidense, pasó el control de los viveros a sus hijos. Finalmente optaron por no continuar en él, y los viveros se vendieron al final de la guerra. El espiritismo y la preparación de medicamentos patentados fueron sus principales ocupaciones después de retirarse del negocio de viveros.

## Obras
- History of the Vine (Historia del vino), con su padre (Nueva York, 1830)
- Pomological Manual (Manual de Pomología), con su padre[1] (2 vols., 1832)
- Manual of Roses (Manual de Rosas) (1846)

Escribió numerosos folletos sobre la morera, la fresa, la Dioscorea, la botánica médica, etc., y unos doscientos catálogos descriptivos de árboles, arbustos, vides, plantas, bulbos, etc. Muchos de sus artículos fueron publicados en la publicación mensual Gardener's Monthly.

## Familia
Se casó con Charlotte Goodwin Collins en 1826. Eran los padres del gobernador territorial de Nuevo México. L. Bradford Prince.